# Lent de Nimrud

Mapa de l'àrea d'influència de l'Imperi assiri

La lent de Nimrud és una peça de cristall de roca de tres mil anys d'antiguitat que va ser tallada en època de l'Imperi assiri, que es va estendre per Mesopotàmia, a la zona situada entre els rius Tigris i Eufrates. L'escultura va ser trobada el 1850 per l'arqueòleg Austen Henry Layard al palau del Nord-oest de l'emperador assiri Ashurnasirpal II, situat a Nimrud o Kalkhu, antiga capital assíria, al costat del riu Tigris, i a uns 30 km al sud-est de Mossul, a l'actual Iraq, 

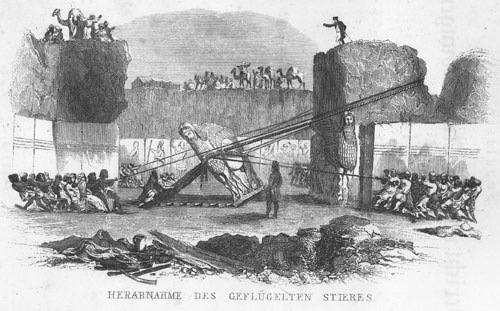
Gravat del 1852 en què s'aprecien els treballs arqueològics al jaciment de Nimrud

Segons alguns experts, com el científic italià de la Universitat de Roma Giovanni Petinatto, la lent de Nimrud podria haver estat utilitzada amb fins astronòmics com a part d'un telescopi. Altres experts asseguren que es devia fer servir com a lupa o com a aparell per a la projecció dels raigs solars.